# Hiếu Liêm, Vĩnh Cửu
Hiếu Liêm là một xã cũ thuộc huyện Vĩnh Cửu, tỉnh Đồng Nai, Việt Nam.

## Địa lý
Xã Hiếu Liêm có vị trí địa lý:
- Phía đông giáp xã Mã Đà
- Phía tây giáp tỉnh Bình Dương
- Phía nam giáp thị trấn Vĩnh An và xã Trị An
- Phía bắc giáp tỉnh Bình Phước.

Xã Hiếu Liêm có diện tích 209,50 km², dân số năm 2022 là 5.358 người, mật độ dân số đạt 25 người/km².

## Lịch sử
Xã Hiếu Liêm được thành lập ngày 13 tháng 3 năm 2003 trên cơ sở tách từ một phần của xã Trị An.
Ngày 28 tháng 9 năm 2024, Ủy ban Thường vụ Quốc hội ban hành Nghị quyết số 1194/NQ-UBTVQH15 về việc sắp xếp đơn vị hành chính cấp xã của tỉnh Đồng Nai giai đoạn 2023 – 2025 (nghị quyết có hiệu lực từ ngày 1 tháng 11 năm 2024). Theo đó, sáp nhập toàn bộ 209,50 km² diện tích tự nhiên và quy mô dân số là 5.358 người của xã Hiếu Liêm vào xã Trị An.

## Hành chính
Xã Hiếu Liêm được chia thành 3 ấp: 1, 2, 3.